# Martial Delpit
Pour les articles homonymes, voir Delpit.
Martial Delpit (1813-1887) est un historien et homme politique français.
Auteur de notices historiques, il fut élu en 1870 à l’Assemblée nationale et participa activement à nombre de ses débats.

## Biographie
Martial Delpit, né à Cahuzac le 25 février 1813, est le fils de Jean-François Delpit (1773-1830), inspecteur des eaux de Barègue et médecin de la duchesse d'Angoulême, et de Coralie Pasquet (1781-1865). Il fut élève du collège Henri IV, puis de l’École royale des chartes, où il obtint le diplôme d'archiviste paléographe en 1835 et dont il sortit troisième.
Sa première publication fut une notice historique sur l’École des chartes qui fut fort appréciée. Il aida ensuite Augustin Thierry et rassembla les documents sur l’histoire du tiers état. Pour cela il écrivit un rapport sur les archives de l’hôtel de ville de Périgueux, mit en ordre les nombreux résultats des recherches des collaborateurs d'Augustin Thierry, transcrivit avec son cousin Jules Delpit (1808-1892) un ancien registre bordelais du XIIIe siècle de la bibliothèque ducale de Wolfenbuttel et obtient une mission en Angleterre pour chercher des documents qu’il consigna dans des lettres adressées soit à Augustin Thierry ou à Augustin Mignet et adressa au Ministre un rapport sur ces archives.
Peu après son retour en France, il se maria le 16 juillet 1846 avec Agathe Maillard (1826-1887) dont il eut 5 enfants.
Il se présenta aux élections 16 mars 1848 mais il échoua. Il publia, le 22 mai 1848, une lettre aux électeurs de la Dordogne sous le titre Les questions du jour et fit une série de notices sur des personnages marquant du XVIIIe siècle. Il écrivit une relation sur translation du saint Suaire de l’abbaye de Cadouin et l’Essai sur les Anciens Pèlerinages à Jérusalem, suivi du texte du pèlerinage d’Arculphe.
Cette même année, il est nommé maire de la commune de Bouniagues dont il fit reconstruire l’église. Il resta à ce poste jusqu’à sa mort. Il fut aussi élu député de la Dordogne en 1870 à l’Assemblée nationale où il alla prendre place dans les rangs de la droite modérée. Il prit une part active à ses travaux : il y fut de plusieurs commissions importantes dont celle de l’Instruction publique. Il adressa le 24 mai 1871 au journal l’Union une lettre signée du pseudonyme "Chesnier Du Chesne" à propos d’une querelle entre les questeurs de l’Assemblée et Mr Thiers. Le 27 mai 1871, il présenta un projet de loi relatif à la nomination des instituteurs communaux et à la surveillance des écoles primaires. Quelques jours après, il soutint avec succès que l’État ne devait pas augmenter le prix du transport des lettres. Le 8 juin 1871, au nom d’une commission parlementaire, Martial Delpit fut rapporteur de la commission sur l’insurrection du 18 mars dont il publia le rapport sous le titre d’enquête sur l’insurrection du 18 mars. En 1873, il demanda l’introduction d’un certain nombre d’évêques dans le conseil supérieur de l’Instruction publique. Puis, nommé membre de la commission du budget, il insista pour obtenir une augmentation des crédits de la Marine. L’année suivante, il prononça un discours dans la discussion du projet de loi sur l’Internationale. Il ne fut pas réélu en 1876.
La Société historique et archéologique du Périgord le nomma vice-président le 27 mai 1855. Il lui envoya un important mémoire.
Atteint d’une maladie de cœur, il succomba presque subitement à Paris le 12 mai 1887 et fut enterré à Cahuzac.

## Œuvres
- Notice historique sur l’Ecole royale des Chartes, publiée dans la Bibliothèque de l’Ecole des Chartes, année 1840, volume 1, numéro 1, pages 1 à 21, et ensuite en un volume chez Schneider et Langrand, Paris, 1839. Texte en ligne
- Rapport sur les archives de l’hôtel de ville de Périgueux, adressé à M. le Ministre de l’Instruction publique, publié chez Paul Dupont, Paris, 1839.
- Notice sur un manuscrit de la bibliothèque de Wolfenbuttel intitulé Recognitiones feodorum, en collaboration avec Jules Delpit, publiée par l’Académie des Inscriptions et Belles-Lettres dans le 14e volume des Notices des manuscrits. Il s’agit du résumé de ce texte afin de présenter le tiers état à cette époque.
- Les travaux des Bollandistes et la continuation des Acta sanctorum, publiée dans la Bibliothèque de l’Ecole des chartes, année 1841, volume 2, numéro 1, pages 571 à 578. Texte en ligne
- Mémoire sur l’histoire municipale de la ville d’Amiens. Ce travail fut couronné par l’Académie des inscriptions et belles-lettres, et obtint la première médaille d’or, le 30 juin 1841.
- Etudes sur l’ancienne administration des villes de France, publiées dans la Bibliothèque de l’Ecole des chartes, année 1843, volume 4, numéro 1, pages 147 à 168. Texte en ligne
- Lettres à M. Augustin Thierry et à M. Auguste Mignet, publiées dans le Moniteur Universel (15 et 27 novembre 1843, 14 décembre 1843, 28 et 29 janvier 1844), et imprimés sous le titre de Lettres sur les archives, les bibliothèques et les établissements scientifiques de Londres. Il y présente ses recherches dans les bibliothèques londoniennes sur l’histoire du tiers état. De nombreux morceaux sont cités dans Martial Delpit, député à l’Assemblé nationale, P.-B. Des Valades, Firmin-Didot et Cie, Paris.
- Rapport adressé à M. le Ministre de l’Instruction publique sur une mission en Angleterre, daté du 26 août 1846 et publié dans le Journal de l’instruction publique du 29 mai 1847. Il y présente ses recherches dans les bibliothèques londoniennes sur l’histoire du tiers état.
- Etude sur l’ancienne société française, regroupant une série d’articles sur la société française au XVIIIe siècle et parut dans le journal l’Union : le 11 février 1867, La Princesse de Poix et la duchesse d’Ayen; le 4 mars, Madame la Duchesse de Luynes née Montmorency-Laval; le 11 mai, Madame du Deffand et les 21 juillet et le 3 août, Malouet avant 1789. Elles ont été insérés dans Martial Delpit, député à l’Assemblé nationale, P.-B. Des Valades, Firmin-Didot et Cie, Paris. Il y décrit la vie de ses personnages afin de donner une idée de la vie de cette époque. Texte en ligne
- Essai sur les anciens pèlerinages à Jérusalem, suivi dit texte du pèlerinage d’Arculphe, publié en 1870 chez Léon Techener, Paris, et chez J. Bounet, Périgueux. Il y présente l’histoire des pèlerinages jusqu’aux croisades et donne le texte du récit (en latin avec apparat critique) de celui d’Arculphe.
- Note sur les travaux relatifs à l’histoire du Périgord au siècle dernier, publiée dans le Bulletin de la Société historique et archéologique du Périgord, année 1885.
- Divers notices biographiques sur ses amis décédés : Notice sur M. de Feletz, de l’Académie française; Notice sur M. Albert de Gastebois, capitaine aux volontaires de l’Ouest, anciens zouaves pontificaux, mort à Loigny le 2 décembre 1870; Notice sur M. de Carbonnier de Marzac, député de la Dordogne; Notice sur M. le comte Jean de Foucauld, enseigne de vaisseau; Notice sur M. le comte de Gironde et Notice sur M. le vicomte de Gourgues.

## Sources
- P.B. Des Valades, Martial Delpit, député à l’Assemblé nationale, Paris, Firmin-Didot et Cie (lire en ligne)
- « Martial Delpit », dans Adolphe Robert et Gaston Cougny, Dictionnaire des parlementaires français, Edgar Bourloton, 1889-1891 [détail de l’édition]